# Loi sur les pouvoirs de guerre
La Loi sur les pouvoirs de guerre (War Powers Resolution, aussi appelée War Powers Act) est une loi fédérale américaine, votée en 1973. Elle dispose notamment que le président doit obtenir une autorisation du Congrès pour engager des troupes à l'étranger pendant plus de soixante jours.

## Histoire

### Contexte et adoption
Cette loi est une conséquence indirecte de l'opération Menu, par laquelle les forces américaines ont bombardé le Cambodge pendant plus d'un an, de mars 1969 à mai 1970, sans en avertir le Congrès. Elle est largement considérée comme visant à éviter un « futur Vietnam ».
Le président Richard Nixon tente d'y opposer son veto, mais ce veto est rejeté par chacune des chambres avec plus de deux tiers des votes et elle est promulguée le 7 novembre 1973.

### Application
Après l'adoption de la loi, les présidents des États-Unis prennent l'habitude de se conformer à la loi en présentant devant le Congrès leur projet d'action militaire pour demander son approbation. Ils ne se réfèrent toutefois pas à la loi de 1973. De plus en plus, ils contournent cependant les dispositions du War Powers Act, en agissant au nom d'une résolution de l'Organisation des Nations unies ou de l'OTAN pour justifier leurs opérations à l'étranger.
Sur le fondement de cette loi, des membres du Congrès se plaignent régulièrement du manque d'informations sur les engagements militaires américains, allant jusqu'à demander au tribunal de juger ce qu'ils considèrent comme une violation de la loi. Aucun jugement n'a encore été rendu en la faveur d'un parlementaire.